# Isabel Meyrelles

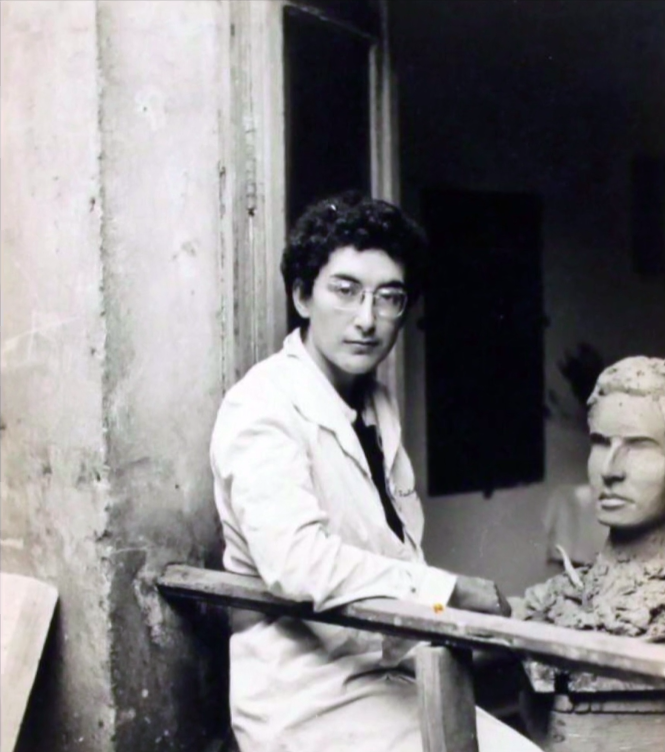
Isabel Meyrelles no seu atelier do nº 8 da Rue des Suisses, Paris.

Isabel Meyrelles (Matosinhos, 1929) é uma escultora e poetisa surrealista portuguesa.

## Biografia
Nascida em Matosinhos, Isabel realizou os estudos no Porto com o escultor Américo Gomes. O seu pai era um dos sócios gerentes de uma empresa com implicações coloniais em plantações de açúcar (a Refinaria Angola em Matosinhos, pertencente à Companhia do Açúcar de Angola), mas Isabel refere sobretudo a importância de uma infância passada com a avó e a tia na aldeia de Sendim na Beira Alta . Em 1949, mudou-se para Lisboa, com estúdio na Rua do Ferragial (perto da Escola das Belas Artes), para estudar com o escultor António Duarte. Foi amiga dos artistas e poetas Mário Cesariny e Cruzeiro Seixas, membros do grupo dissidente Os Surrealistas, apesar da misoginia dos outros elementos deste grupo. Juntos alugavam uma casa ao pescador Manuel Moscardo na Costa da Caparica, que ainda era uma zona deserta, onde Isabel praticava nudismo e se juntava aos rituais ocultistas improvisados pelo grupo junto da arriba, na Descida das Vacas . Conhecida pelos amigos como Fritzi, Isabel causava escândalo ao fumar cachimbo no café Palladium e foi detida várias vezes por parecer "um homem vestido de mulher" . « Há muito pouca normalidade no que eu faço. Nunca pensei que estava a fazer parte do grupo surrealista, eu era uma mulher diferente das outras. Eles pareciam gatos assustados quando me viam, para eles eu era um bicho assustador: ‘isto é uma mulher?!’ », evoca Isabel em 2023. Este pesado contexto social da ditadura levou-a a mudar-se para Paris em 1950, onde estudou escultura na Escola Nacional Superior de Belas Artes e uma análise comparada da poesia medieval francesa e portuguesa na Universidade Paris-Sorbonne. Na sua casa da rua de Savoie recebia os amigos portugueses, incluindo Mário Cesariny em 1964, onde este escreveu A Cidade Queimada (até passar dois meses na prisão de Fresnes, devido a ter sido surpreendido em acto sexual numa sala de cinema ). O escritor Alfredo Margarido viveria em sua casa durante o período em que Isabel regressará a Lisboa.   

## Livraria L’Atome (1963-1967) e a Ficção Científica
Em 1963 Isabel Meyrelles retomou o acervo da livraria L’Atome em Paris, abrindo no 6 rue de Grenelle. Aí trabalhou durante dois anos a escritora Luiza Neto Jorge. A fundadora da livraria, Valérie Schmidt, tinha decidido abrir uma galeria, após ter sido a responsável desde 1953 da livraria La Balance, que se tornou L’Atome em 1957, considerada a primeira livraria mondial de ficção cientifica. A exposição organizada em 1953, logo após a abertura, Présence du Futur, tornou a livraria num centro nevrálgico do bairro Saint-Germain des Prés, frequentada por Raymond Queneau, Boris Vian ou Michel Butor. Nesta altura, muitos viam a ficção cientifica como um desenvolvimento avançado do surrealismo, integrando as modifications científicas e tecnológicas. A livraria era também próxima das vanguardas mais jovens, tal como o letrismo, organizando uma exposição de Isidore Isou em 1960. 
Isabel Meyrelles possuía uma vasta biblioteca do género e considerava as suas esculturas próximas do fantástico. « Dera-se o Maio de 1968. Falava-se cada vez mais de temas que eram velhos cavalos de batalha da ficção científica: ecologia, para-psicologia, excesso de população, perigo atómico, etc », afirmou a autora. Em 1970, foi convidada a participar no Congresso Mundial de Ficção Científica realizado em Heidelberg, na Alemanha, evento no qual é atribuído o Prémio Hugo, um dos prémios mais importantes para a literatura de ficção científica. Nesse ano, pela primeira vez na sua história, foi atribuído a uma mulher: Ursula K. Le Guin, pelo seu livro A Mão Esquerda das Trevas (título da edição portuguesa) sobre uma sociedade andrógina que antecipa o ecofeminismo e os estudos queer e descoloniais. Isabel tornou-se um dos membros fundadores da Convenção Europeia de Ficção Científica, em representação de Portugal. Em 1976 publica O sexo na moderna ficção científica, uma antologia de autores franceses nas edições Afrodite. Nela integrou as autoras Nathalie Henneberg, Jacqueline H. Osterrath e Christine Renard, em ressonância com o interesse crescente do feminismo pela ficção científica, tal como deixa evidente na introdução: « Como será feito o amor no século XXIII ? Com a ajuda das mais desvairadas máquinas, está bom de ver, e com a ajuda de umas criaturinhas chamadas Danas, compradas noutros planetas e muito parecidas com as mulheres ! Proibida e punida com a castração é toda e qualquer introdução do pénis. Isto para evitar a desordenada propagação da espécie. O homem poderá achar óptima companheira na robote completamente automática, bastando para tal mexer num botãozinho, disfarçado no sítio do costume. Mas, se for um gentleman, não o fará, caramba! (...) Descobrir-se-ão planetas em que existem três sexos: o feminino que é mesmo feminino, o neutro que é masculino, e o masculino que se vira ora para um ora para outro, transportando de um para o outro os germes da geração ». Em 1977 organiza duas exposições sobre o tema “A Arte na Ficção Científica” no Estoril (Galeria Junta de Turismo da Costa do Estoril) e no Porto (Galeria Jornal de Notícias). 

## O Botequim (1971-1977) e Natália Correia

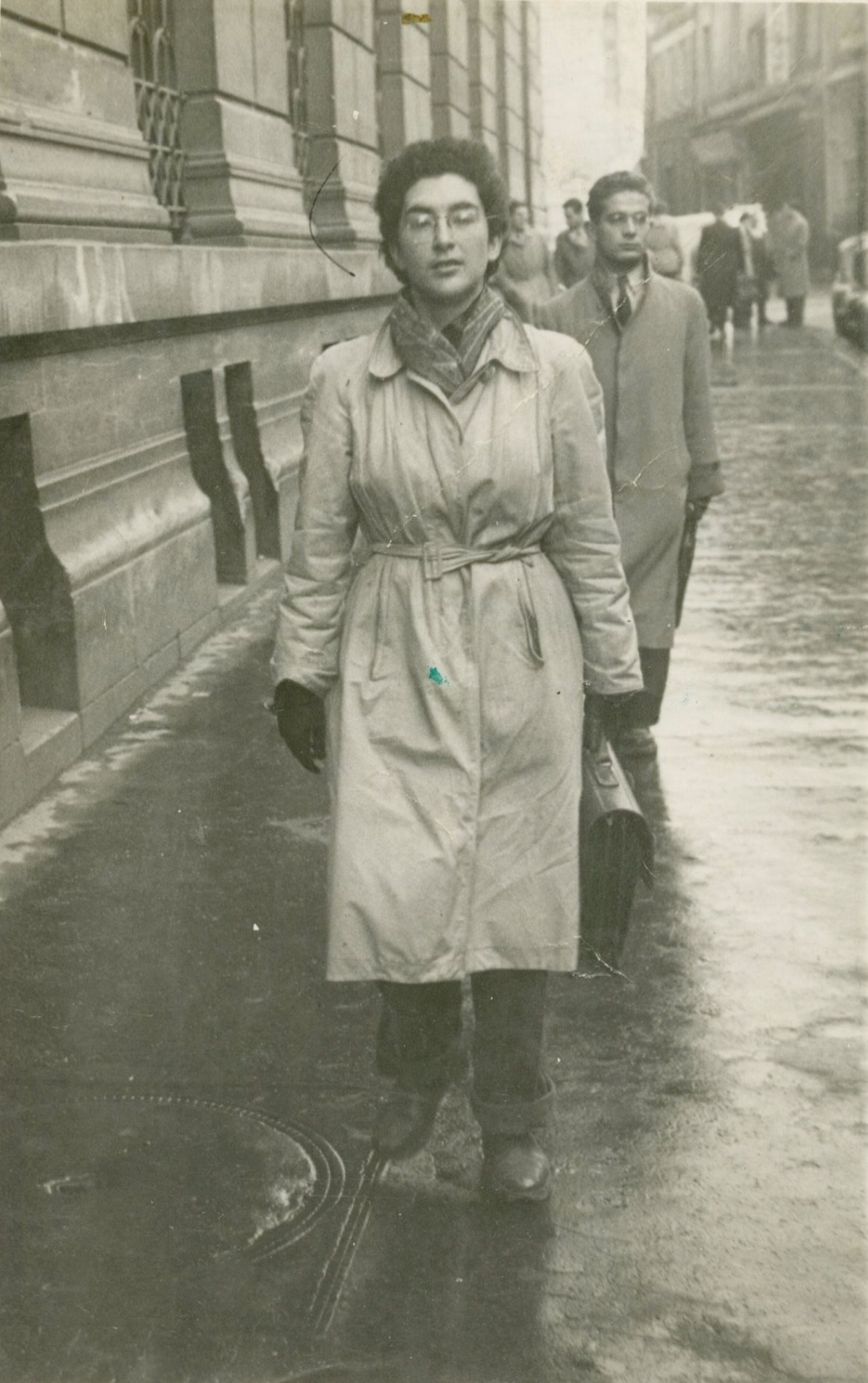
Isabel Meyrelles estudante na Sorbonne, rue de l'École de Médécine em Paris, 1951.

Isabel Meyrelles conheceu Natália Correia no final dos anos 1940, na casa da artista húngara Hansi Staël, radicada em Lisboa. "Antes disso ela não sabia que era possível uma mulher apaixonar-se por uma mulher" evoca Susana Moreira Marques relativamente a Isabel, com 20 anos na altura. A ambiguidade de género de Isabel despertou o interesse de Natália que lhe propôs que a tomasse como modelo, pois não queria posar para nenhum escultor homem. Natália tinha acabado de casar com um metereologista americano e vivia na rua da Lapa, perto do Museu das Janelas Verdes, onde tiveram lugar as sessões de pose. Da escultura realizada apenas resta uma fotografia porque Alfredo Machado, o terceiro marido de Natália, não suportava a relação de intimidade que a escultura expunha, e a comprou fazendo com que desaparecesse. Natália tinha sugerido a Isabel que vendesse a escultura por uma soma avultada, o que lhe permitiu instalar-se Paris. 
Cruzeiro Seixas, amigo próximo de Isabel Meyrelles, evoca a paixão que uniu as duas mulheres:  "A Natália voava bastante, mas teve uma relação que toda a gente sabe com uma amiga nossa, muito próxima, que era a Isabel Meyrelles" . Quando Isabel visitava Portugal ficava hospedada em casa da Natália na Rua Rodrigues Sampaio, num quarto contíguo ao seu com porta de ligação, enquanto que Alfredo Machado dormia no quarto ao fundo do corredor. Escreveram conjuntamente um cadáver esquisito inspirado das técnicas surrealistas, com uma dimensão assumidamente lésbica: "E nada poderá deter o seu ímpeto / através da hora / em que a nossa sombra / é o ponteiro dos meus dias / completos na lentidão das minhas mãos / invadindo os teus membros", "É tarde para ir ao encontro da noite / tarde para penetrar o teu corpo / onde o rumor do mar é a voz que me destinas / porque eu só sou a sombra duma flor no vento / preso nas espáduas do dia que se afasta de nós". Quando Isabel edita a Anthologie de la poésie portugaise du XIIème au XXème siècle (1971), pela editora Gallimard, incluirá uma das primeiras traduções de Natália Correia. 
Com a desilusão que se seguiu ao entusiasmo revolucionário do Maio de 1968 em Paris, Isabel decidiu com a companheira Emilienne Paoli retornar a Portugal, com o projeto de abrir um restaurante. Constitui em 1971 com Natália a Sociedade Correia e Meyrelles, Lda. e abrem o Botequim numa antiga carvoaria do bairro da Graça, que se iria tornar num dos centros nevrálgicos da vida intelectual e boémia lisboeta: "um espaço que antecipasse um Portugal a haver no futuro", segundo Natália Correia. Tinha treze mesas, a pedido da escritora, estofos vermelhos, um piano, candeeiros Arte Nova e gravuras de Alfons Mucha trazidas de Paris. Isabel era responsável pela cozinha e raramente entrava no salão. Após trinta anos de relação, a escultora abandonou o Botequim em 1977 regressando a França: "Passei de amiga a cozinheira, o que me custou a suportar. Sai de lá a correr com uma depressão nervosa que custou a passar". A relação das duas terminaria aí. Prestes a retornar à França, Isabel publica um livro de poemas, Le Livre du Tigre, que evoca Natália e é uma das obras mais relevantes em língua portuguesa sobre o amor entre mulheres. 
Natália Correia participaria em maio de 1982 nos Encontros «Ser (Homo)sexual», realizados no Centro Nacional de Cultura, considerados como o primeiro grande debate público sobre o tema em Portugal . Isabel Meyrelles participaria nas edições do Festival Europeu da Escritura Lésbica e Gay, organizados em Roterdão (Satisfiction, 1989) e em Paris (Anticipations, 1990). As suas leituras causaram uma forte impressão e foi  traduzida (por Paula Jordão / Universidade de Leiden) e fotografada em ícone butch majestosa (por Gon Buurman) na Lust & Gratie, a revista cultural lésbica de Amesterdão, enquanto Le Livre du Tigre seria reimpresso em Paris pelas Editions Geneviève Pastre. 

## Reconhecimento
Em 1998, Penelope Rosemont incluiu-a na antologia de referência Surrealist Woman, publicada pela University of Texas Press.
Em 2004, a Quasi publicou Poesia, uma antologia da sua poesia com prefácio de Perfecto E. Cuadrado, que também foi curador nesse ano da sua exposição Museu dinâmico de metamorfoses, na Fundação Cupertino de Miranda.
A 8 de junho de 2009, foi agraciada com o grau de Comendador da Ordem Militar de Sant'Iago da Espada.
A Fundação Cupertino de Miranda organizou em 2019, a exposição Isabel Meyrelles: como a sombra a vida foge, em sua homenagem.
Em 2022, Ricardo Clara Couto realizou o documentário Isabel Meyrelles: O Dragão Que Fuma.

## Obras
Entre as suas obras de poesia encontram-se: 
- Em Voz Baixa (1951)
- Palavras Noturnas (1954)
- O Rosto Deserto (1966)
- Anthologie de la poésie portugaise (como editora, 1971)
- Labyrinthe du chant de Mário Cesariny (como tradutora, 1974)
- O Livro do Tigre (1976)
- O Mensageiro dos Sonhos, publicado na antologia: Poesia (2004).